# Aboubakar Soumahoro
Aboubakar Soumahoro est un syndicaliste et homme politique italien et ivoirien. Il est élu député à l'issue des élections de 2022.

## Biographie
Né dans une famille nombreuse, Aboubakar Soumahoro émigre en Italie à l'âge de 19 ans, en 1999. Jusque là, il était cireur de chaussures en Côte d'Ivoire. Arrivé à Rome, il s'installe à Naples, où il exerce plusieurs métiers (pompiste, livreur ou encore ouvrier agricole).
Rapidement, il devient syndicaliste pour défendre les droits des immigrés. Il obtient par la suite un master en sociologie. Il parle couramment bambara, italien et français.
Il est élu député en septembre 2022 sous les couleurs de l'Alliance des Verts et de la gauche lors d'un scrutin qui voit l'établissement d'une majorité de droite et d'extrême droite menée par Giorgia Meloni. Il est alors le premier député ivoiro-italien de l'Histoire et le seul député noir de cette législature dans laquelle il milite pour l'inclusivité.
En novembre 2022, il décide de se retirer de son groupe parlementaire, l’Alliance des Verts et de la gauche, en raison des enquêtes en cours contre sa femme et sa belle-mère pour fraude fiscale et mauvais traitement envers des migrants. Les enquêtes visent les coopératives de sa femme et de sa belle-mère, qui « auraient fourni des contrats irréguliers, n’auraient pas payé les employés, auraient fraudé le fisc et auraient laissé vivre des migrants dans des conditions précaires dans des installations financées par des fonds publics. ».